# 1933 dans les parcs de loisirs
| Années des parcs de loisirs : 1930 - 1931 - 1932 - 1933 - 1934 - 1935 - 1936    |
| Décennies des parcs de loisirs : 1900 - 1910 - 1920 - 1930 - 1940 - 1950 - 1960 |

## Parcs d'attractions

### Fermeture
- Electric Park à Hancock ( États-Unis)
- Luna Park (Berlin) ( Allemagne)

## Attractions

### Montagnes russes
| Nom                                              | Type / Modèle                 | Constructeur         | Parc                           | Pays        |
| ------------------------------------------------ | ----------------------------- | -------------------- | ------------------------------ | ----------- |
| Cyclone                                          | Bois                          | Harry Traver (en)    | Exposition universelle de 1933 | États-Unis  |
| Flying Turns                                     | Bois bobsleigh / Flying Turns | John Norman Bartlett | Exposition universelle de 1933 | États-Unis  |
| Rollercoaster Devenu Nickelodeon Streak en 2011. | Bois                          | Charles Paige        | Blackpool Pleasure Beach       | Royaume-Uni |

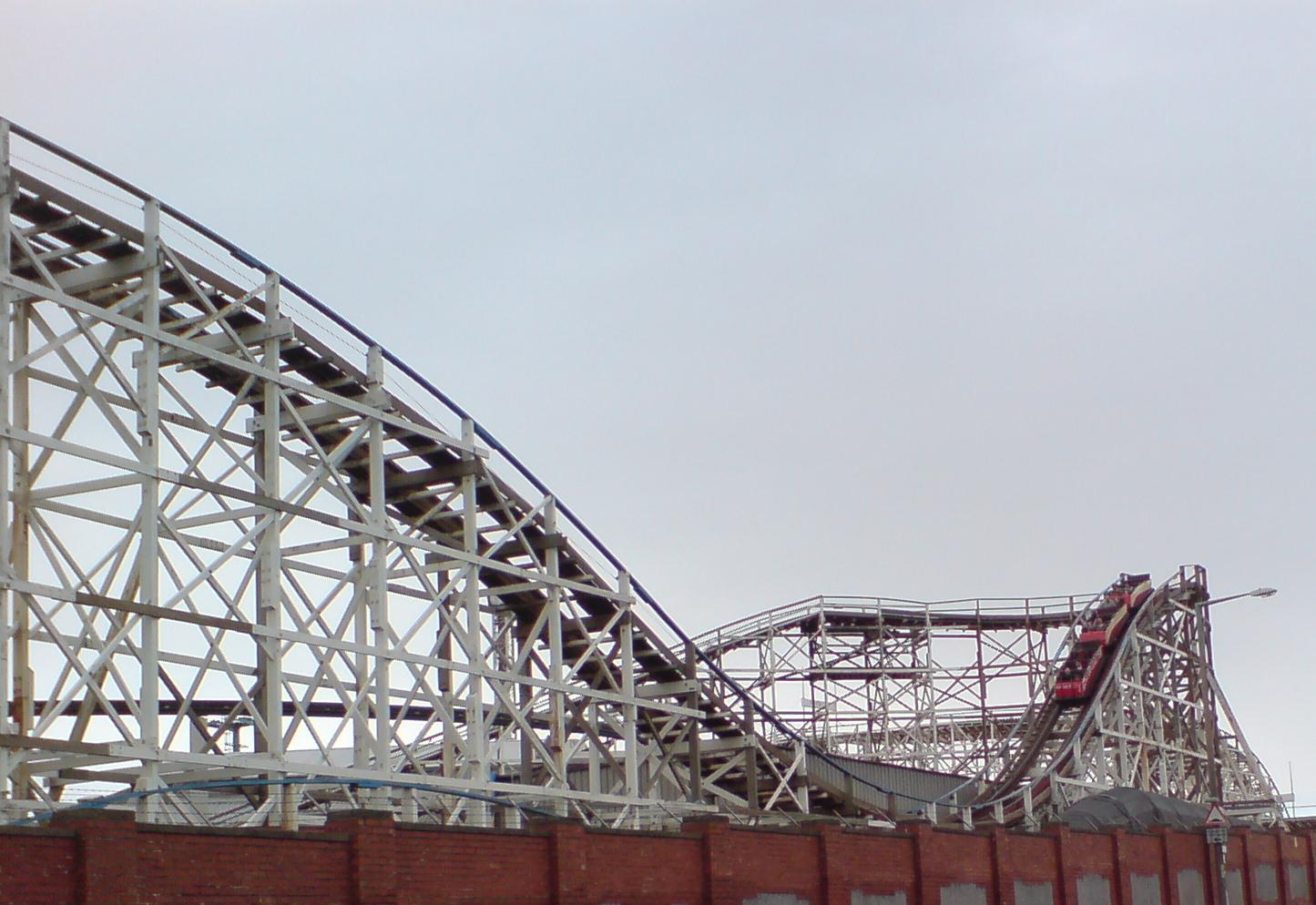
Rollercoaster à Blackpool Pleasure Beach

### Autres attractions
L'Exposition universelle de 1933 (A Century of Progress) de Chicago propose le Sky Ride.